# Escudo de Getafe
El escudo de Getafe es el símbolo más importante de Getafe (Comunidad de Madrid, España). Escudo entado, partido. El primer cuartel de gules, y sobre el todo una cruz latina de oro cargada en su centro de un Sagrado Corazón de Jesús de gules fajado y coronado de oro, que hace referencia al Cerro de los Ángeles. El segundo cuartel de sinople sembrado de aviones de plata, que representan la tradición aeronáutica del municipio, haciendo referencia a su base aérea. Escudo timbrado de Corona real, como símbolo de la lealtad del municipio a la monarquía española.
Según el Decreto 30/1987 de 9 de abril, el escudo de Getafe deberá figurar en:
- Las placas de las fachadas de todos los edificios dependientes del Ayuntamiento de Getafe.
- Los títulos acreditativos de condecoraciones.
- Las publicaciones oficiales.
- Los documentos impresos, sellos y membretes de uso oficial del Ayuntamiento de Getafe.
- Los distintivos utilizados por las autoridades del Ayuntamiento de Getafe.
- Los edificios públicos y los objetos de uso oficial en los que por su carácter representativo deban figurar los símbolos del Ayuntamiento de Getafe.

## Historia
Getafe, a lo largo de su historia, ha pertenecido al margen de la jurisdicción de un señorío. En su lugar, se desempeñó como territorio de realengo ubicado dentro del alfoz de Madrid. Debido a esta condición, no tuvo la facultad de acuñar un sello concejil, y por ende careció de escudo y armas hasta la promulgación de la constitución de 1812. Esta constitución otorgó a todos los ayuntamientos el reconocimiento constitucional, permitiendo a las nuevas corporaciones locales exhibir sus propios símbolos. En el caso de Getafe, al carecer de símbolos previos, sus impresos oficiales, a partir de la segunda mitad del siglo XIX, presentaban la inscripción "Alcaldía Constitucional de Getafe" enmarcada por dos palmas entrecruzadas, acompañada por la frase "Cabeza de partido de la provincia de Madrid".
En 1890, la diputación provincial de Madrid publicó una crónica de sus pueblos en los que el autor incluyó como escudo del partido judicial de Getafe uno que coincidía con el de Pinto. Este escudo se utilizó por el ayuntamiento de Getafe en sus impresos toda la primera mitad del siglo XX hasta 1967.El escudo representaba un mapa de España con el punto del centro geográfico sobre un campo ajedrezado dentro de una forma particular de escudo y timbrado con una corona. Todavía hay algunas calles en los que sus nombres están coronados con el antiguo escudo.
En 1967, se procedió a encargar el diseño de un nuevo escudo para evitar el litigio con Pinto. Este encargo se realizó a Jesús Martínez, artista local y concejal del ayuntamiento en esa fecha. En el diseño se incluyó, al igual que se realizaba en época medieval, señas de identidad de la población recogiendo así el realengo del lugar, el albergar el origen de la aviación española y el ser enclave del monumento del Sagrado Corazón.